# Сподня Воличина
Сподня Воличина (словен. Spodnja Voličina) — поселення в общині Ленарт, Подравський регіон‎, Словенія.